# Mahershala Ali
Mahershala Ali (născut Mahershalalhashbaz Gilmore, n. 16 februarie 1974, Oakland, California, SUA) este un actor american și rapper, care a primit mai multe premii, inclusiv două premii Oscar și un premiu Globul de Aur. Revista Time l-a numit pe Ali unul dintre cei mai influenți 100 de oameni din lume în 2019. 
După ce a obținut o diplomă de licență la Universitatea din New York, Ali și-a început cariera în seriale de televiziune, cum ar fi Crossing Jordan (2001-2002) și Threat Matrix (2003-2004), înainte de rolul său ca Richard Tyler în seria science fiction 4400 (2004-2007). Primul sau rol cinematografic a fost în filmul regizat de David Fincher  Strania poveste a lui Benjamin Button  (2008). El a câștigat o atenție mai mare pentru rolul său secundar în seria thriller politică  Netflix Culisele puterii (2013-2019). A apărut în rolul lui Boggs în ultimele doua filme ale seriei The Hunger Games și ca C. Stokes in serialul Netflix cu super-eroi, Marvel's Luke Cage (2016). 
Ali a câștigat Premiul Oscar pentru cel mai bun actor în rol secundar pentru portretizarea lui Juan în filmul dramatic Lumina lunii (2016), devenind astfel primul actor musulman care a câștigat un Oscar pentru actorie.  A câștigat un al doilea premiu Oscar și premiul Globul de Aur pentru cel mai bun actor în rol secundar pentru portretizarea lui Don Shirley în comedia-dramatică Green Book (2018). A devenit astfel primul actor de culoare care a câștigat două Premii Oscar la aceeași categorie.  În 2019, el a jucat rolul principal al unui ofițer de poliție cu probleme în al treilea sezon al seriei antologice HBO True Detective .

## Filmografie

### Film
| An   | Titlu                                 | Rol                       | Note        |
| ---- | ------------------------------------- | ------------------------- | ----------- |
| 2003 | Making Revolution                     | Mac Laslow                |             |
| 2008 | Umi's Heart                           | Ezra                      | Scurtmetraj |
| 2008 | The Curious Case of Benjamin Button   | Tizzy Weathers            |             |
| 2009 | Crossing Over                         | Detective Strickland      |             |
| 2010 | Predators                             | Mombasa                   |             |
| 2012 | The Place Beyond the Pines            | Kofi Kancam               |             |
| 2013 | Go for Sisters                        | Dez                       |             |
| 2014 | Supremacy                             | Deputy Rivers             |             |
| 2014 | The Hunger Games: Mockingjay – Part 1 | Boggs                     |             |
| 2015 | The Hunger Games: Mockingjay – Part 2 | Boggs                     |             |
| 2016 | Kicks                                 | Marlon                    |             |
| 2016 | Gubagude Ko                           | Ochoro                    | Short film  |
| 2016 | Free State of Jones                   | Moses Washington          |             |
| 2016 | Moonlight                             | Juan                      |             |
| 2016 | Hidden Figures                        | Jim Johnson               |             |
| 2017 | Roxanne Roxanne                       | Cross                     |             |
| 2018 | Green Book                            | Don Shirley               |             |
| 2018 | Spider-Man: Into the Spider-Verse     | Aaron Davis / The Prowler | Voice       |
| 2019 | Alita: Battle Angel                   | Vector                    |             |

### Televiziune
| An        | Titlu                             | Rol                          | Note                                       |
| --------- | --------------------------------- | ---------------------------- | ------------------------------------------ |
| 2001–2002 | Crossing Jordan                   | Dr. Trey Sanders             | 19 episodes                                |
| 2002      | Haunted                           | Alex Dalcour                 | Episode: "Abby"                            |
| 2002      | NYPD Blue                         | Rashard Coleman              | Episode: "Das Boots"                       |
| 2003      | CSI: Crime Scene Investigation    | Tombs' Security Guard        | Episode: "Lucky Strike"                    |
| 2003      | The Handler                       | N/A                          | Episode: "Big Stones"                      |
| 2003–2004 | Threat Matrix                     | Jelani Harper                | 15 episodes                                |
| 2004–2007 | The 4400                          | Richard Tyler                | 28 episodes                                |
| 2009      | Lie to Me                         | Det. Don Hughes              | Episode: "Do No Harm"                      |
| 2009      | Law & Order: Special Victims Unit | Mark Foster                  | Episode: "Unstable"                        |
| 2010      | The Wronged Man                   | Calvin Willis                | Television film                            |
| 2010      | All Signs of Death                | Gabe                         | Unsold TV pilot                            |
| 2011      | Lights Out                        | Death Row Reynolds           | Episode: "Unaired Pilot"                   |
| 2011–2012 | Treme                             | Anthony King                 | 6 episodes                                 |
| 2011–2012 | Alphas                            | Nathan Clay                  | 12 episodes                                |
| 2012      | Alcatraz                          | Clarence Montgomery          | Episode: "Clarence Montgomery"             |
| 2013–2016 | House of Cards                    | Remy Danton                  | 33 episodes                                |
| 2016      | Marvel's Luke Cage                | Cornell "Cottonmouth" Stokes | 6 episodes                                 |
| 2017      | Comrade Detective                 | Coach                        | Voice; Episode: "Two Films for One Ticket" |
| 2018      | Room 104                          | Franco                       | Episode: "Shark"                           |
| 2019      | True Detective                    | Wayne Hays                   | 8 episodes                                 |